# Arctotheca populifolia
Arctotheca populifolia là một loài thực vật có hoa trong họ Cúc. Loài này được (P.J.Bergius) Norl. mô tả khoa học đầu tiên năm 1967.